# Partido judicial de Estella
El partido judicial de Estella es uno de los cinco partidos judiciales de Navarra
Cuenta con dos Juzgados de Primera Instancia e Instrucción, servidos por Jueces, con fecha de creación el último (el n.º 1) el 22-11-99.

## Municipios que lo integran
Los municipios que integran el partido judicial de Estella son 72 y suman un total aproximado de 63 421 habitantes:
- Abáigar
- Abárzuza
- Aberin
- Aguilar de Codés
- Allín
- Allo
- Améscoa Baja
- Ancín
- Andosilla
- Aranarache
- Aras
- Los Arcos
- Arellano
- Armañanzas
- Arróniz
- Artazu
- Ayegui
- Azagra
- Azuelo
- Barbarin
- Bargota
- El Busto
- Cabredo
- Cárcar
- Cirauqui
- Desojo
- Dicastillo
- Espronceda
- Estella
- Etayo
- Eulate
- Genevilla
- Goñi
- Guesálaz
- Guirguillano
- Igúzquiza
- Lana
- Lapoblación
- Larraona
- Lazagurría
- Legaria
- Lerín
- Lezáun
- Lodosa
- Luquin
- Mañeru
- Marañón
- Mendaza
- Metauten
- Mirafuentes
- Morentin
- Mues
- Murieta
- Nazar
- Oco
- Olejua
- Oteiza
- Piedramillera
- Salinas de Oro
- San Adrián
- Sansol
- Sartaguda
- Sesma
- Sorlada
- Torralba del Río
- Torres del Río
- Viana
- Villamayor de Monjardín
- Villatuerta
- Yerri
- Zúñiga